# Olympiska vinterspelen 1992
Olympiska vinterspelen 1992, de sextonde (XVI) olympiska vinterspelen, hölls i Albertville i det franska området Savoie den 8-23 februari 1992. För tredje gången hölls olympiska vinterspelen i Frankrike, tidigare 1924 i Chamonix och 1968 i Grenoble. Kostnaderna för dessa vinterspel var de högsta dittills för ett vinterspel.
64 nationer deltog i tävlingarna vilket var nytt rekord. Däribland tävlade Tyskland som enad nation för första gången sedan 1936. Den mest framgångsrike idrottaren under spelen var Ljubov Jegorova som tävlade för OSS, som var de tidigare sovjet-staterna utan Estland, Lettland och Litauen. Tyskland vann medaljligan med tio guld och totalt 26 medaljer.

## Ansökningar
Endast olympiska vinterspelen 1932 har haft fler ansökningar av vinterspelen.
Andra kandidatstäderna var Anchorage, USA, Berchtesgaden, Tyskland, Cortina d'Ampezzo, Italien, Lillehammer, Norge, Falun, Sverige och Sofia, Bulgarien. Beslutet fattades den 17 oktober 1986 på 91:a IOK sessionen i Lausanne i den femte omgången. Den lilla staden i de franska Alperna, fick i den slutliga omröstningen med 51 röster emot och Sofia och Falun, som fick 25 röster och 9. I Lausanne skulle det även avgöras värdstad för sommarspelen 1992, där Paris också var en kandidat. När Albertville hade valts som arrangör för vinterspelen, påverkades valet av sommar-OS, till Barcelonas fördel, eftersom valet av Paris skulle ge det oönskade scenariot med två spel i samma land under samma år. 
| Resultat av omröstningen om värdskapet | Resultat av omröstningen om värdskapet | Resultat av omröstningen om värdskapet | Resultat av omröstningen om värdskapet | Resultat av omröstningen om värdskapet | Resultat av omröstningen om värdskapet | Resultat av omröstningen om värdskapet | Resultat av omröstningen om värdskapet |
| -------------------------------------- | -------------------------------------- | -------------------------------------- | -------------------------------------- | -------------------------------------- | -------------------------------------- | -------------------------------------- | -------------------------------------- |
| Stad                                   | Nation                                 | Round 1                                | Round 2                                | Round 3                                | Round 4                                | Round 5                                | Round 6                                |
| Albertville Detaljer...                | Frankrike                              | 19                                     | 26                                     | 29                                     | 42                                     | -                                      | 51                                     |
| Sofia Detaljer...                      | Bulgarien                              | 25                                     | 25                                     | 28                                     | 24                                     | -                                      | 25                                     |
| Falun/Åre Detaljer...                  | Sverige                                | 10                                     | 11                                     | 11                                     | 11                                     | 41                                     | 9                                      |
| Lillehammer Detaljer...                | Norge                                  | 10                                     | 11                                     | 9                                      | 11                                     | 40                                     | -                                      |
| Cortina d'Ampezzo Detaljer...          | Italien                                | 7                                      | 6                                      | 7                                      | -                                      | -                                      | -                                      |
| Anchorage, Alaska Detaljer...          | USA                                    | 7                                      | 5                                      | -                                      | -                                      | -                                      | -                                      |
| Berchtesgaden Detaljer...              | Tyskland                               | 6                                      | -                                      | -                                      | -                                      | -                                      | -                                      |

## Sporter
| - Alpin skidåkning - Backhoppning - Bob - Freestyle - Hastighetsåkning på skridskor - Ishockey |  | - Konståkning - Längdskidåkning - Nordisk kombination - Rodel - Short track - Skidskytte |

### Demonstrationssporter
- Speedskiing
- Curling

Freestyle var delvis också en demonstrationssport.

## Medaljer
För att se hela listorna: Medaljfördelning vid olympiska vinterspelen 1992

### Nationell medaljfördelning
Värdnation (Frankrike)
| Pl. | Nation    | Guld | Silver | Brons | Totalt |
| --- | --------- | ---- | ------ | ----- | ------ |
| 1   | Tyskland  | 10   | 10     | 6     | 26     |
| 2   | OSS       | 9    | 6      | 8     | 23     |
| 3   | Norge     | 9    | 6      | 5     | 20     |
| 4   | Österrike | 6    | 7      | 8     | 21     |
| 5   | USA       | 5    | 4      | 2     | 11     |
| 6   | Italien   | 4    | 6      | 4     | 14     |
| 7   | Frankrike | 3    | 5      | 1     | 9      |
| 8   | Finland   | 3    | 1      | 3     | 7      |
| 9   | Kanada    | 2    | 3      | 2     | 7      |
| 10  | Sydkorea  | 2    | 1      | 1     | 4      |

### Individuell medaljfördelning
| Placering | Namn                                                        | Nation | Guld | Silver | Brons | Totalt           | Sport |
| 1         | Ljubov Jegorova \|\| style="text-align:left;" \| OSS        | 3      | 2    | 0      | 5     | Längdskidåkning  |       |
| 2         | Bjørn Dæhlie \|\| style="text-align:left;" \| Norge         | 3      | 1    | 0      | 4     | Längdskidåkning  |       |
| 3         | Vegard Ulvang \|\| style="text-align:left;" \| Norge        | 3      | 1    | 0      | 4     | Längdskidåkning  |       |
| 4         | Gunda Niemann \|\| style="text-align:left;" \| Tyskland     | 2      | 1    | 0      | 3     | Skridskor        |       |
| 5         | Mark Kirchner \|\| style="text-align:left;" \| Tyskland     | 2      | 1    | 0      | 3     | Skidskytte       |       |
| 6         | Toni Nieminen \|\| style="text-align:left;" \| Finland      | 2      | 0    | 1      | 3     | Backhoppning     |       |
| 8         | Bonnie Blair \|\| style="text-align:left;" \| USA           | 2      | 0    | 0      | 2     | Skridskor        |       |
| 9         | Petra Kronberger \|\| style="text-align:left;" \| Österrike | 2      | 0    | 0      | 2     | Alpin skidåkning |       |
| 10        | Kim Gi-Hun \|\| style="text-align:left;" \| Sydkorea        | 2      | 0    | 0      | 2     | Short track      |       |

## Olympiska arenor
Vinterspelen 1992 är fram till i dag de sista där hastighetsåkningstävlingarna på skridskor arrangerats på utomhusanläggning.
- Albertville
  - Halle Olympique - Konståkning och Short track
  - Anneau de vitesse - Hastighetsåkning på skridskor
  - Théâtre des Cérémonies - Invignings- och Avslutningsceremonier
- Les Arcs - Hastighetsåkning på skidor
- Courchevel - Backhoppning och Nordisk kombination
- Les Ménuires - Slalom herrar
- Méribel - Alpina grenar damer
  - Méribel Ice Palace - Ishockey
- La Plagne - Rodel och Bobsleigh
- Pralognan-la-Vanoise - Curling
- Les Saisies - Längdskidor och Skidskytte
- Tignes - Freestyle
- Val-d'Isère - Storslalom, Super-G, Störtlopp samt Kombination herrar

## Deltagande nationer
Totalt deltog 64 nationer. De forna sovjetiska länderna deltog under OSS, men baltländerna deltog enskilt. För Slovenien och Kroatien var det deras första vinter-OS efter utbrytandet från Jugoslavien. För Tyskland, som vann medaljligan, var det första gången sedan 1936 som de deltog som en enad nation.
| - Algeriet (4) - Amerikanska Jungfruöarna (12) - Andorra (5) - Argentina (20) - Australien (21) - Belgien (5) - Bermuda (1) - Bolivia (4) - Brasilien (7) - Bulgarien (31) - Costa Rica (4) - Chile (5) - Cypern (4) - Danmark (6) - Estland (19) - Filippinerna (1) | - Finland (62) - Frankrike (109) (Värdnation) - Grekland (8) - Honduras (1) - Indien (2) - Irland (4) - Island (5) - Italien (107) - Jamaica (5) - Japan (60) - Jugoslavien (25) - Kanada (109) - Kina (32) - Taiwan (8) - Kroatien (5) - Lettland (23) | - Libanon (4) - Liechtenstein (7) - Litauen (6) - Luxemburg (1) - Marocko (12) - Mexiko (20) - Monaco (5) - Mongoliet (1) - Nederländska Antillerna (2) - Nederländerna (19) - Nordkorea (20) - Norge (80) - Nya Zeeland (6) - OSS (129) - Polen (53) - Puerto Rico (6) | - Rumänien (23) - San Marino (3) - Schweiz (74) - Senegal (2) - Slovenien (27) - Spanien (17) - Swaziland (1) - Sydkorea (23) - Storbritannien (49) - Sverige (73) - Tjeckoslovakien (74) - Turkiet (8) - Tyskland (111) - Ungern (24) - USA (147) - Österrike (58) |

### Fotnoter
1. ↑  Karl Adolf Scherer, 100 Jahre olympische Spiele . Harenberg, Dortmund 1995,S.426 (tyska)
2. ↑  Medaillenstatistik der deutschen Mannschaft Arkiverad 24 februari 2010 hämtat från the Wayback Machine.'. från: www.olympia-statistik.de'. Läst 7. Juni 2009 (tyska)